# Solberga och Ålem
Solberga och Ålem – miejscowość (tätort) w Szwecji, w regionie administracyjnym (län) Kalmar, w gminie Mönsterås.
Według danych Szwedzkiego Urzędu Statystycznego liczba ludności wyniosła: 203 (31 grudnia 2018) i 190 (31 grudnia 2019).